# Bernardo Capó
Bernardo Capó Plomer (Muro, 20 de octubre de 1919-11 de febrero de 2000) fue un ciclista español, profesional entre 1945 y 1954 cuyos mayores éxitos deportivos los obtuvo en la Vuelta ciclista a España, donde obtuvo 2 victorias de etapa en la edición de 1950, y en el Campeonato de España de ciclismo en ruta donde obtendría el triunfo en 1947.
También consiguió gran relevancia por batir el Récord de la hora español en pista el 22 de noviembre de 1947, en el Velódromo de Tirador de Palma (Islas Baleares), con una marca de 42,663 km y superando la marca de Miquel Bover Salom conseguida en esa misma pista el 6 de noviembre de 1927.

## Palmarés
| 1945 - 1 etapa en el Circuito del Norte 1946 - Vuelta a Burgos, más 1 etapa - 3.º en el Campeonato de España en Ruta - Campeonato de Barcelona - Vuelta a Mallorca 1947 - Campeonato de España en Ruta - Vuelta a Mallorca 1948 - 3.º en la Vuelta a España - Volta a Tarragona, más 1 etapa | 1949 - 2.º en el Campeonato de España en Ruta - 1 etapa de la Volta a Cataluña 1950 - 2 etapas en la Vuelta a España - 1 etapa de la Vuelta a Portugal 1951 - 1 etapa en la Volta a Cataluña |

## Resultados en Grandes Vueltas y Campeonato del Mundo
| Carrera         | 1945 | 1946 | 1947 | 1948 | 1949 | 1950 | 1951 | 1952 | 1953 | 1954 |
| --------------- | ---- | ---- | ---- | ---- | ---- | ---- | ---- | ---- | ---- | ---- |
| Giro de Italia  | X    | -    | -    | -    | -    | -    | -    | -    | -    | -    |
| Tour de Francia | X    | X    | -    | -    | Ab.  | -    | -    | -    | -    | -    |
| Vuelta a España | 8º   | -    | -    | 3º   | X    | 7º   | X    | X    | X    | X    |
| Mundial en Ruta | X    | -    | -    | -    | -    | -    | -    | -    | -    | -    |